# Themistocles Zammit
Sir Themistocles "Temi" Zammit (o Żammit; La Valletta, 30 settembre 1864 – 2 novembre 1935) è stato un archeologo e storico maltese.
Interessante figura di intellettuale a tutto tondo, fu professore di chimica, medico, ricercatore, scrittore, Rettore dell'Università di Malta dal 1920 al 1926 e primo direttore del Museo archeologico nazionale di Malta.
Dopo la laurea in medicina conseguita all'Università di Malta, si specializzò in batteriologia a Londra e a Parigi. Fece delle importanti ricerche sulla brucellosi e nel 1905 notò che gli anticorpi agglutinanti le brucelle nel siero dei malati di "febbre di Malta" - cioè la brucellosi - scoperti da Almroth Edward Wright nel 1897 erano presenti anche nelle capre infettate da brucelle.
Come archeologo, nel 1913 scoprì i Templi di Tarxien e quello di Xrobb l-Għaġin e nel 1928 quello di Bugibba.
Scrisse inoltre un'apprezzata Storia delle Isole maltesi.